# Calligraphie oiseaux et insectes

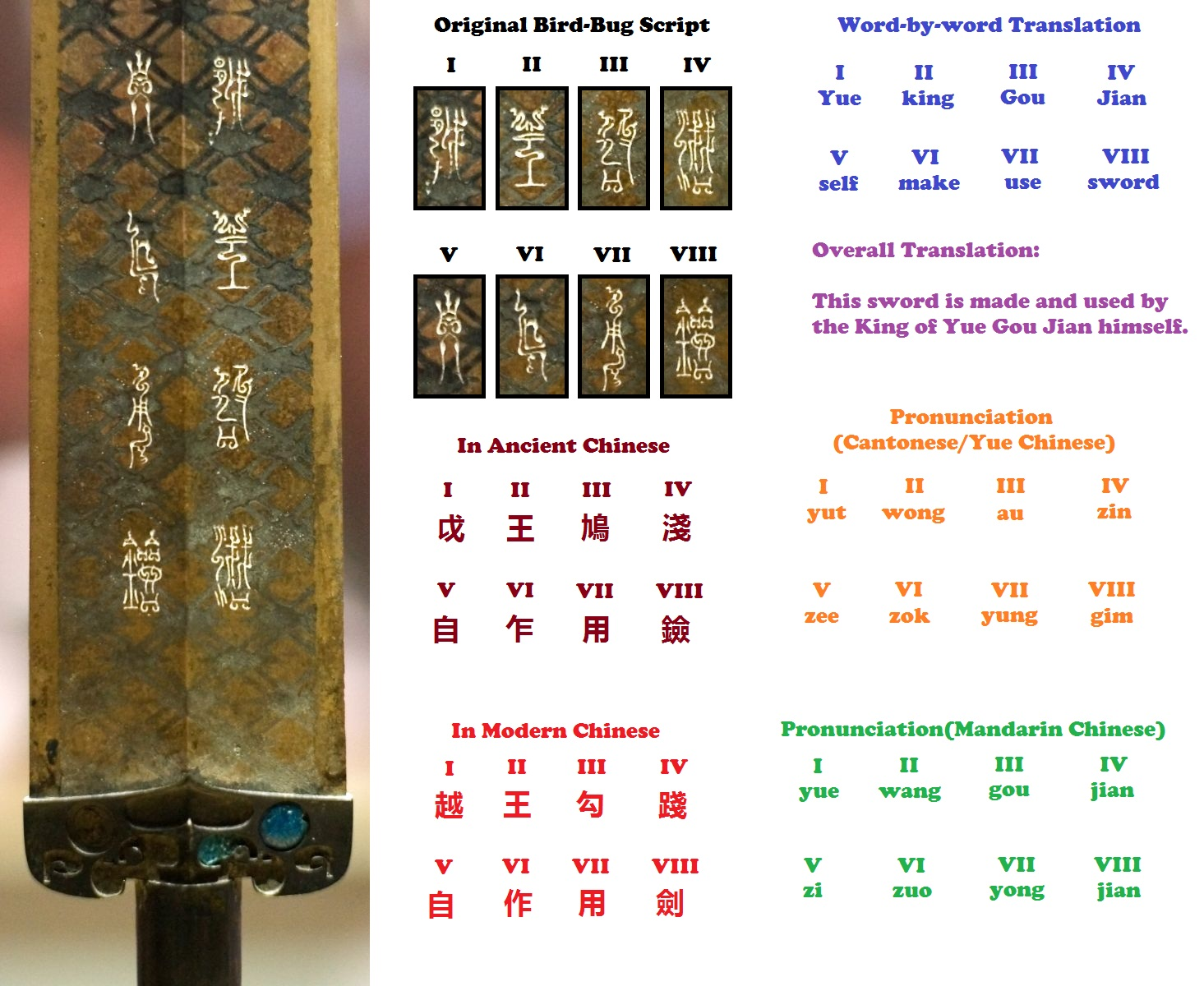
exemple de cette calligraphie sur l'Épée de Goujian

La calligraphie oiseaux et insectes (chinois simplifié : 鸟虫书 ; chinois traditionnel : 鳥蟲書 ; pinyin : niǎochóngshū) est un style de calligraphie utilisé avec l'écriture chinoise, développé principalement, pendant la période des Printemps et des Automnes et la période des Royaumes combattants.